# Deadline (Website)
Deadline, auch bekannt als Deadline.com oder Deadline Hollywood, ist ein Online-Portal rund um die Medien Film und Fernsehen.

## Geschichte
Nikki Finke schrieb seit 2002 für das Magazin LA Weekly die Kolumne Deadline Hollywood. Ab März 2006 veröffentlichte sie ihre Artikel täglich im Blog Deadline Hollywood Daily. 2009 wurde die Seite von der Penske Media Corporation übernommen. Nikki Finke blieb zunächst Redakteurin der Website. 2013 verließ sie das Unternehmen nach einem längeren Streit mit Jay Penske, dem Geschäftsführer der Penske Media Corporation.
Stellvertretender Chefredakteur für Filmthemen ist Mike Fleming Jr.,  stellvertretende Chefredakteurin für Fernsehthemen ist Nellie Andreeva.
Deadline legt vor allem hohen Wert darauf, über Insiderinformationen aus Hollywood als erste Website zu berichten.
Im Jahr 2022 ging der Branchendienst eine Kooperation mit der Berlinale ein. Ab 2023 soll auf dem Filmfestival ein Preis für die beste Serienproduktion (Berlinale Series Award) vergeben werden.

## Reichweite
Die Website hatte 2016 13 Millionen Unique Visitors.